# جوديث ستيفانيا دوناث
جوديث ستيفانيا دوناث Judith Stefania Donath (المولودة في 7 أيار 1962) زميلة في مركز هارفارد بيركمان. ومؤسِّسَة مجموعة التواصل الاجتماعي في مخبر الإعلام في معهد ماساتشوستس للتكنولوجيا. كتبت أبحاثاً عن سمات عديدة للإنترنت وتأثيره الاجتماعي مثل جمعية ومجتمع الإنترنت وطرق عرض المعلومات (الواجهات) وقضايا الهوية الافتراضية وأشكال أخرى من التعاون التي أصبحت واضحة بعد ظهور الحواسيب المتصلة.
دمجت مفاهيم علم الأحياء التطوري والعمارة وعلم وصف الأعراق البشرية وعلم الاستعراف والعديد من المناهج الدراسية الأخرى وذلك لتطوير منهجيات لتحسين تصميم المدن الافتراضية الوسيطة على الإنترنت والهويات الافتراضية على الإنترنت.
هي رائدة في تطبيقات التواصل الاجتماعي على الإنترنت ومنها أول تطبيق بطاقة بريدية وأول منافسة عروض فنية تفاعلية. عُرض عملها دوليا في متاحف ومعارض ومؤخراً في متحف معهد ماساتشوستس للتكنولوجيا كمعرض رئيسي.
تشمل أبحاثها قضايا تركز على «الهوية والمخادعة في المجتمعات على الإنترنت» وإنشاء شخصيات افتراضية متعددة. في 1999 بحثت عن وجود المخادعات في الهويات على الإنترنت لمستخدمي يوزنت ، إضافة إلى إعادة تركيب الشخصية على الشخص باستعمال البيانات المجموعة من المصادفات على الإنترنت وبدون إنترنت.

## المهنة
حصلت دوناث على درجة البكالوريوس في التاريخ من ييل ودرجتي الماجستير والدكتوراه في علوم الإعلام والعلوم من معهد ماساتشوستس للتكنولوجيا. يتضمن عملها تصميم وتطوير البرامج الحاسوبية التعليمية ووسائل الإعلام التجريبية.
ساعدت في 10 تشرين الأول 1995 حينما كانت ما تزال مرشحة لشهادة الدكتوراه في معهد ماساتشوستس للتكنولوجيا في تنظيم احتفال بمناسبة العيد العاشر لمخبر الإعلام في معهد ماساتشوستس للتكنولوجيا عبر تخيُّل مشروع تعاون جماعي على الإنترنت والذي ميَّز بناء موقع إنترنت كبير عبر مساهمات حول العالم. وسُمِّي الحدث يوم في حياة الفضاء الإلكتروني ويعتبر مثالا مبكراً عن التعاون الجماعي على الإنترنت.
تضمَّن عملها الرائد خدمة أول بطاقة بريدية والمسمى البطاقة الالكترونية البريدية Electric Postcard والعرض الفني التفاعلي الأول المسمى صور من الفضاء الإلكتروني Portraits in Cyberspace.
تضمن عملها الأخير إدارة معرض المعرف/الكيان Id/Entity الذي يتضمن الأعمال التشاركية على تطور موضوع تصوير البورتريه من خلال استعمال تقنية الحواسيب الحديثة.
تستعرض دوناث في كتابها الصادر عام 2000 كونك حقيقياً Being Real مشاكل الإدراك الناشئة من ديناميكية السلوك على الإنترنت في التفاعل بين الإنسان والشخصيات التي قد تكون مؤتمتة في العالم الافتراضي.
استقصت تأثير وسائل التواصل الاجتماعي على الإنترنت فيما يتعلق بالعرض العام للتفاعلات المتبادلة الاجتماعية بين أعضاء المجتمعات على الإنترنت كنوع من «العروض العامة للاتصال». وكان لعملها على الإعلام التفاعلي تطبيقات في مجال علم العلامات Semiotics.
حاولت دوناث في مجال علم الروبوتات عن بعد برهنة أن التحكم عن بعد المقدَّم عبر نظام معين قد يعمل كعامل محجر للعواطف لأن الهوية والخصائص البشرية للمرؤوس البعيد لعملية التحكم بالروبوت عن بعد تبقى غير مشاهدة من قبل الإنسان المتحكم عن بعد بالروبوت. وكذلك بحثت في علم وصف الأعراق البشرية للمجتمعات على الإنترنت.
يشمل عملها تطبيق مبادئ فن العمارة على تصميم بيئة التفاعل الاجتماعي للمجتمعات على الإنترنت في مدينة افتراضية.
درست الممارسات الأفضل للتواصل على الإنترنت وعلاقتها بقضايا التجسيد والجنس والجنسانية والهوية.
استطلعت دوناث استعمال المشاعر الاصطناعية في الصور التشخيصية Avatars واستعمالاتها الممكنة في الإعلان على الإنترنت. وتوقعت أن الصور التشخيصية الصنعية ستملك «تركيبة أحاسيس» تشبه خزانة مشاعر يمكنها من خلالها اختيار الشعور الذي تحتاج لارتدائه وذلك اعتماداً على الظروف. وبتلك الطريقة يمكن استعمالها في الحملات الدعائية لاستهداف جمهور مقصود بكفاءة أكبر.
تحلل في مقالتها «الوجوه الوسيطة Mediated Faces» دور التعابير الوجهية وتفسيراتها في بيئة تواصل على الإنترنت مشيرة إلى زيادة احتماليات التعبيرات الوجهية عبر استخدام البيئات المنشطة بالحاسوب عن التعابير البسيطة الخطية الحيَّة للوجه البشري.
قارنت الغُفلية anonymity لحملات الكراهية على الإنترنت بغفلية أعمال الشغب في الحياة الواقعية.
تحدثت دوناث عن الهوية والغفلية والموسوعات الحرة في مؤتمر ويكيمانيا في آب 2006. وعادت كزميل في مركز بيركمان للإنترنت والمجتمع في جامعة هارفارد.